# Hermann Oldenberg
Hermann Oldenberg (ur. 31 października 1854 w Hamburgu, zm. 18 marca 1920 w Getyndze) – niemiecki indolog. Od 1889 roku profesor uniwersytetów w Kilonii i Getyndze. Badacz buddyzmu, Rygwedy, brahmanów, upaniszad, Mahabharaty.
Był członkiem zagranicznym Królewskiej Holenderskiej Akademii Sztuk i Nauk.
Autor m.in. prac:
- Budha, sein Leben, seine Lehre, seine Gemeinde (1881),
- Die Religion des Veda (1894).